# Pierre Barthélemy (moine)
Pour les articles homonymes, voir Barthélemy.
Cet article possède un paronyme, voir Pierre Barthélémy.
Pierre Barthélemy, né à Marseille et mort à Arqa le 20 avril 1099, est un moine, soldat et mystique provençal, inventeur de ce qu'il a affirmé, à la suite de visions, être la relique de la « Sainte Lance ».

## Le siège d'Antioche
En décembre 1097, lors du siège d'Antioche, Pierre Barthélémy, un des pauvres croisés qui s'est engagé dans l'expédition du comte de Toulouse, a des visions, principalement de saint André. Le pèlerin affirme que l'apôtre l’a incité à rejoindre l'église Saint-Pierre d'Antioche et lui a montré à l'intérieur où trouver la Sainte Lance. André lui aurait alors ordonné d'indiquer le lieu aux chefs de la croisade.
Sans en informer les autorités, Pierre se rend à l'endroit où se trouverait la relique. En février 1098, alors que les assiégeants souffrent de la famine, il commence à perdre la vue, probable effet de la malnutrition. Il interprète cela comme un châtiment envoyé par l'apôtre.

## La découverte de la Sainte Lance
Après la conquête d'Antioche par les croisés, ceux ci se retrouvent à leur tour assiégés par une armée de secours musulmane. Leur situation devient désespérée. Les défections se multiplient. Les divisions sont exacerbées, principalement entre Bohémond de Tarente, désormais prince d'Antioche, et le chef militaire de la croisade, Raymond de Toulouse.
C'est alors qu'une partie du sol de l'église est creusé sur les indications de Pierre Barthélémy. Rien n'est trouvé quand, le 15 juin 1098, en est sorti un morceau de ferraille. Les détracteurs de Pierre Barthélémy rapporteront que c'est celui-ci qui a sauté dans le trou pour y trouver aussitôt la pièce de métal. Les partisans de Raymond de Saint-Gilles déclarent qu'il s'agit de la lance de Longin. Pierre Barthélémy annonce que saint André lui est apparu de nouveau et a ordonné d'instituer une fête pour commémorer la découverte.
Nombreux sont les adversaires de Raymond de Saint-Gilles, dont le légat Adhémar de Monteil, qui estiment que Pierre Barthélemy est un charlatan et qu'il a simplement fabriqué la « Sainte Lance » mais treize jours plus tard, les croisés voient leur sortie suicidaire se transformer en une victoire aussi inattendue que la supériorité numérique des assiégeants est grande. Après la mort de Mgr de Monteil, victime de la peste en août 1098, Pierre affirme avoir eu une vision du défunt au cours de laquelle celui ci, repentant, lui aurait confirmé l'authenticité de la lance.

## L'ordalie
La découverte a d'abord été interprétée a posteriori comme un heureux présage qui annonçait la victoire alors inespérée des croisés, tel que saint André l'avait promis lors d'une vision. Néanmoins, beaucoup restent sceptiques quant à cette découverte de ce qui n’apparaît que comme un bout de fer quelconque qui vient concurrencer une légende selon laquelle la Sainte Lance serait exposée à Jérusalem. La croisade semble enlisée depuis la défaite d'« Arga », l'antique Archos où les troupes stationnent depuis février 1099. Pierre Barthélemy prétend alors, le 4 avril, que le Christ lui a rendu visite en lui disant que c'est pieds nus que les croisés doivent marcher sur Jérusalem.
Après d'autres apparitions du Christ, de saint André et d'Adhémar, qui lui parlent de la colère divine déclenchée par les péchés des croisés, Pierre Barthélemy demande à prouver l'authenticité de ses visions en subissant l'ordalie par le feu. Le 8 avril 1099, il sort indemne d'un court parcours entre deux impressionnants bûchers puis déclare à la foule « Dieu nous aide ». Chacun, pour arracher un bout de sa tunique, se précipite sur lui. Des morceaux de chair sont emportées. Il échappe à un piétinement fatal grâce à l'intervention in extremis d'une escouade mais il a la colonne vertébrale brisée. Il meurt de ces blessures douze jours plus tard.

### Sources
- (en) Cet article est partiellement ou en totalité issu de l’article de Wikipédia en anglais intitulé « Peter Bartholomew » (voir la liste des auteurs).

Cet article comprend des extraits du Dictionnaire Bouillet. Il est possible de supprimer cette indication, si le texte reflète le savoir actuel sur ce thème, si les sources sont citées, s'il satisfait aux exigences linguistiques actuelles et s'il ne contient pas de propos qui vont à l'encontre des règles de neutralité de Wikipédia.
1. ↑  Heinrich Hagenmeyer, Chronologie de la première croisade, Editions Ernest Leroux, 1902, p. 225
2. ↑  R. d'Aguilers, trad. F. Guizot & R. Fougères, Histoire des Francs qui ont pris Jérusalem, p. 63-69, 72-74, 156-161, Paléo, Paris, 2003.
3. ↑  Steven Ruciman, Histoire des Croisades, Volume 1 : La Première Croisade et la fondation du Royaume de Jérusalem, Cambridge University Press, 1987,  (ISBN 978-0-521-34770-9).

### Filmographie
- Les Croisés (2001), téléfilm germano-italo-yougoslave, son rôle est interprété par Flavio Insinna.